# Général Grievous
Personnage de fiction apparaissant dans
Star Wars.
Le général Grievous, ou Qymaen Jai Sheelal, est un personnage de l'univers de Star Wars. Il est le commandant en chef de l'armée droïde de la Confédération des systèmes indépendants durant la guerre des clones. Il est tué par le Jedi Obi-Wan Kenobi lors de la bataille d'Utapau dans les derniers instants de la guerre.
Il apparaît dans l'épisode III de la saga Star Wars, et dans la série animée Star Wars: The Clone Wars de Dave Filoni.

## Biographie

### Origines
À l'origine, le Général Grievous est un général Kaleesh nommé Qymaen Jai Sheelal. Il se distingue lors d'une guerre contre un peuple ennemi, les Huks. Il se voit par la suite confier le commandement de l'armée Kaleesh pour mener la bataille contre les Huks. Mais ceux-ci, ayant plus d'influence au Sénat, reçoivent l'aide d'une cinquantaine de Jedi envoyés par la République. Les Kaleesh sont désignés responsables de cette guerre et subissent de lourdes sanctions économiques. Dans l'esprit du général grandit alors une haine envers la République et les Jedi. Pour se venger il s'associe avec le CBI (Clan bancaire intergalactique) en participant aux premières actions séparatistes.
Par ses actions, il suscite l'intérêt du Comte Dooku et de Dark Sidious, mais il refuse de les rejoindre et préfère se battre uniquement dans l'intérêt de son peuple. Le Comte Dooku sabote alors son vaisseau, qui s'écrase. Grievous est mortellement blessé mais Dooku le sauve en le remettant aux géonosiens. Une fois sur Géonosis il accepte l'offre qui lui est proposée : devenir un général de la Confédération et voir son corps modifié. Il est trahi et pendant son opération son corps est modifié mais également son esprit. Il est dès lors mi-droïde mi-organique, ce qui augmente sa puissance. Après ces modifications le Comte Dooku le nomme Commandant Martial Suprême des Armées Droides Séparatistes (Supreme Martial Commander of the Separatist Droid Armies en VO), faisant de lui le chef militaire de la cause séparatiste, avant de le prendre comme apprenti et de le former aux arts Jedi. Par la suite, l'occupation principale du général, en plus de diriger l'effort de guerre, est de tuer les Jedi et prendre leurs sabres comme trophées.

### The Clone Wars(2008)
Le Général Grievous passera la plupart de son temps à affaiblir l'armée républicaine sans lancer d'attaque majeure, il éliminera plusieurs jedi et récupérera leurs sabres

### Épisode III:La Revanche des Sith(2005)
Le général Grievous apparaît pour la première fois lors de la bataille de Coruscant, alors qu'il tente de fuir la capitale de la République à bord de son croiseur avec le chancelier Palpatine en otage. Il est alors mis en présence d'Obi-Wan Kenobi et de Anakin Skywalker, qui viennent d'être capturés après avoir libéré le chancelier, apparemment prisonnier du comte Dooku. Dans le même temps, la flotte républicaine parvient à pilonner le vaisseau du général, lui permettant de rompre un combat mal engagé avec les deux Jedi.
Après avoir eu vent de la présence de Grievous sur Utapau, la République envoie le général Obi-Wan Kenobi le combattre. Ce dernier trouve Grievous puis tue sa garde rapprochée. S'engage alors un duel entre les deux protagonistes. Malgré la capacité du général Grievous à se battre avec quatre bras et sa maîtrise du sabre laser (il a été entraîné par le Comte Dooku), le combat tourne en sa défaveur. Deux de ses bras sont sectionnés par Kenobi, ce qui avec l'arrivée des clones, le fait fuir.
S'ensuit une poursuite entre Grievous et Kenobi. Le duel reprend une fois les véhicules mis hors d'usage. Le général Kenobi remporte la victoire avec cinq tirs de blaster portés à la poitrine de Grievous, où se situent ses dernières parties organiques. Grievous prend feu et meurt.

## Caractéristiques
Les organes prélevés lors du crash de la navette de Grievous sont protégés par une armure blanche pressurisée lui permettant d'aller dans l'espace sans subir de dommages. Ses pieds sont composés de six griffes qui lui permettent de s'agripper sur toute surface. Il possède un lance câble au niveau du poignet qui lui sert de grappin en cas de chute. Ses membres supérieurs peuvent se diviser en deux afin que le général ait quatre bras. En rapport avec cela, il possède six doigts (dont deux pouces). L'articulation de ses poignets lui permet de les faire tourner à l'infini via une rotule mécanique (technique qu'il utilise dans les combats au sabre laser). Il possède plusieurs puces dans l'encéphale lui permettant d'augmenter ses réflexes mais également d'apprendre les techniques de maniement des sabres lasers. Cependant, à la différence d'autres cyborgs, il n'est pas sensible à la force et ne peut l'utiliser.
Une autre de ses caractéristiques est qu'il prend très souvent la fuite lorsqu'il sent que la situation n'est plus en sa faveur. Il essayait d'ailleurs de prendre la fuite avant de se faire tuer par le Jedi Obi-Wan Kenobi sur Utapau.